# قورباغه جالوت
قورباغه جالوت (نام علمی: Conraua goliath) نام یک گونه از تیره قورباغه‌های تندابه آفریقایی است.
طول این قورباغه، معمولاً بین ۱۰ تا ۴۰ سانتی متر و وزنش ۳ کیلوگرم است. این دوزیست از حشرات و گوشت تغذیه می‌کند، تخم گذار  و روزگرد است و در جنوب غربی قارهٔ آفریقا یافت می‌شود.